# Kybos aureoviridis
Kybos aureoviridis är en insektsart som först beskrevs av Philip Reese Uhler 1877.  Kybos aureoviridis ingår i släktet Kybos och familjen dvärgstritar. Utöver nominatformen finns också underarten K. a. hartzelli.